# Akira Kitaguchi
Akira Kitaguchi (北口 晃?, Kitaguchi Akira; Prefettura di Osaka, 8 marzo 1935) è un ex calciatore giapponese, di ruolo attaccante.

## Statistiche

### Presenze e reti nei club
| Stagione | Squadra       | Campionato | Campionato | Campionato |
| Stagione | Squadra       | Comp       | Pres       | Reti       |
| -------- | ------------- | ---------- | ---------- | ---------- |
| 1965     | Mitsubishi HI | JSL        | ?          | 0          |
| 1966     | Mitsubishi HI | JSL        | ?          | 0          |
|          | Totale        |            | 4          | 0          |